# Phengaris kurentzovi
Phengaris kurentzovi – gatunek motyla z rodziny modraszkowatych (Lycaenidae), najbliżej spokrewniony w obrębie rodzaju Phengaris z modraszkiem telejusem oraz modraszkiem nausitousem. Zasiedla tereny wschodniej Palearktyki, występuje w północnych Chinach, Korei Północnej oraz w okolicach jeziora Bajkał. Biologia słabo poznana.